# Музей истории Латвийской железной дороги
Музей истории Латвийской железной дороги (латыш. Latvijas dzelzceļa vēstures muzejs) — музей в Латвии, являющийся подразделением компании «Latvijas dzelzceļš» (Латвийская железная дорога).

## Елгавское отделение музея
История отделения в Елгаве началась 24 декабря 1982 года, когда в помещении Елгавского клуба железнодорожников был открыт общественный музей боевой и трудовой славы Елгавского отделения железной дороги. В 1991 году музей железной дороги получил в собственность жилой дом железнодорожников, построенный в 1903 году возле железнодорожной станции.
В экспозициях: семафор, сцепки, дрезины, колёсные пары локомотивов, водонапорная башня, оборудование переезда, домик стрелочника.

## Рижское отделение музея
Отделение в Риге размещается в локомотиворемонтных мастерских XIX века, расположенных на левом берегу Даугавы, недалеко от нового здания Национальной библиотеки.
В экспозициях: образцы форменной одежды, путевого оборудования, билетов, расписаний поездов, есть также действующая модель железнодорожной станции.
Вне основных помещений демонстрируется подвижной состав, работавший в Латвии:
- Паровоз ТЭ-036
- Магистральный тепловоз ТЭ3-7593
- Магистральный тепловоз ТЭП60-1206
- Маневровый тепловоз ТЭМ2-1000 (настоящий номер 1130)[2]
- Маневровый тепловоз ТГМ3Б-2804
- Маневровый тепловоз ТГМ1-532
- Маневровый тепловоз ТГК2-5999
- Мотовоз М2К15-885
- Контактно-аккумуляторный электровоз ВЛ26-005
- Секция электропоезда ЭР2-397
- Пассажирский и бронированный салон-вагоны
- Узкоколейные железнодорожные вагоны
- Снегоочиститель
- Дрезина.